# Nhiệm Thành
Nhiệm Thành (tiếng Trung: 任城区; bính âm: Rènchéng qū) là một khu (quận) thuộc thành phố Tế Ninh, tỉnh Sơn Đông, Trung Quốc.

### Nhai đạo
- Hứa Trang (许庄街道)
- Tam Cổ (三贾街道)
- Liễu Hành (柳行街道)

### Trấn
| - Lý Doanh (李营镇) - Chấp Lý Phố (廿里铺镇) - Trường Câu (长沟镇) - Nam Trương (南张镇) - An Cư (安居镇) | - Đường Khẩu (唐口镇) - Dụ Đồn (喻屯镇) - Thạch Kiều (石桥镇) - Tiếp Trang (接庄镇) |